# Rebecca Koerner
Rebecca Eva Koerner (* 22. September 2000 in Herlev) ist eine dänische Radrennfahrerin.

## Sportlicher Werdegang
Koerner betrieb in ihrer Kindheit und Jugend über zehn Jahre lang Wasserspringen und gewann in ihren Altersklassen zahlreiche Meistertitel. Nach einer Rückenverletzung, die sie sich 2019 bei einem missglückten Sprung zugezogen hatte, war Radfahren eine der ersten Aktivitäten, die ihr während der Rehabilitation erlaubt waren, und sie wandte sich diesem Sport zu.
2020 und 2021 konnte sie mehrere Siege im dänischen Rennkalender erzielen. Mit ihrem Klub ABC Dame Elite fuhr sie beim Giro della Toscana 2021 ihr erstes internationales Rennen und wurde für die Europa- und Weltmeisterschaften in die Nationalmannschaft berufen.
Ab 2022 wurde sie von Uno-X Mobility, einem norwegischen WorldTeam, unter Vertrag genommen. In der ersten Saison fuhr sie noch ein reduziertes Rennprogramm; 2023 fuhr sie eine komplette Saison und wurde im Juni dänische Meisterin im Straßenrennen nach einem Solo von 30 Kilometern. Bei RideLondon Classique 2024 erzielte sie mit dem Gewinn der Bergwertung einen Achtungserfolg auf internationaler Ebene. Bei den nationalen Meisterschaften 2024 verteidigte sie erfolgreich den Titel im Straßenrennen. Sie wurde kurzfristig für das olympische Straßenrennen nachnominiert, nachdem sich die eigentlich vorgesehene Solbjørk Minke Anderson verletzt hatte.

## Erfolge
2023
- Dänische Meisterin – Straßenrennen

2024
- Bergwertung RideLondon Classique
- Dänische Meisterin – Straßenrennen

2025
- Dänische Meisterin – Einzelzeitfahren